# قلعه دختر (شوراب)
قلعه دختر مربوط به دوره ساسانیان و اسماعلیه و سلجوقیان است و در شهرستان گناباد، روستای شوراب واقع شده‌است. از زیبایی‌های قلعه دختر شوراب سفال‌ها و شیشه‌های می‌باشند که هر قسمت خاک را کمی جستجو نمایی حتماً تکه‌ای شیشه یا سفالی رنگی خواهید یافت که نشانگر وجود صاحبی خوش ذوق در ایجاد این ویرانه است و همچنین بسیاری از آجرهای سفالی که بر بالای سنگ‌های دیوار و قسمت‌های داخلی قلعه استفاده گردیده‌است را بسیاری از اهالی بومی‌کنده‌اند و برخی از این سفالها، در زیباکاری خانه‌های قدیمی روستاهای اطراف نمایان است.
این اثر در کوهی بلند و خطرناک واقع است. زیر آن باغی با نام کلاته واقع شده‌است؛ که امروزه دیگر قناتش آب زیادی ندارد. پس از رسیدن به کلاته بالا رفتن از کوه سخت است و شما باید از وسط کوه رد شوید. در وسط‌های راه دیگر راه سخت خطرناک می‌شود. پس از اتمام به دیواری برمی‌خورید که باید سوراخ آن را پیدا کنید و از آن رد شوید. حالا دیگر راه سخت و دشوار است و این‌جا است که می‌فهمید چرا این کوه انتخاب شده. سپس از برج و باروهایش رد می‌شوید و به قسمت اصلی قله که پر از سفال و و.. است و این‌جا قسمت اصلی قلعه بوده و قسمت اتاق جلسات کمی پایین‌تر است. اما حالا دیگر خدا می‌داند چطور می‌خواهید برگردید! این اثر در تاریخ ۱۹ اسفند ۱۳۸۰ با شمارهٔ ثبت ۴۸۱۱ به‌عنوان یکی از آثار ملی ایران به ثبت رسیده‌است.
قلعه دختر یا ناهید در پانزده کیلومتری شهر گناباد در روستای شوراب و آن سوی شهر بیدخت بر فراز کوهی بلند و خطرناک قرار گرفته‌است. این اثر در تاریخ ۱۹ اسفند ۱۳۸۰ با شمارهٔ ثبت ۴۸۱۱ به‌عنوان یکی از آثار ملی ایران به ثبت رسیده‌است. این قلعه مربوط به دوره ساسانیان می‌باشد و در دوره‌های بعد در زمان اسماعیلیان و سلاجقه هم مورد استفاده قرار گرفته بود. ناهید (Nāhid) از نام آناهید (Anāhid) در پارسی میانه و آناهیتا (An-āhita) از پارسی باستان است. این نام از پیشوند منفی (an) یعنی (نا) و واژه اوستایی (āhita)، به معنی آلوده پدید آمده و معنی آن نا آلوده، پاک و بی گناه است. واژهٔ پارسی آهو به معنی عیب و گناه نیز از همین ریشه است. ناهید در فرهنگ ایران باستان و در زبان اوستایی به معنی آناهیتا، ایزدبانوی آب‌ها است که در باستان استراب یا ستارهٔ آبها نامیده می‌شد و با نمادهایی چون باروری، شفا و خرد نیز شناخته می‌شده و الهه آب، فرشته نگهبان چشمه‌ها، باران و نماد باروری، عشق و دوستی بوده‌است. چون ناهید یا آناهیتا اسم دخترانه است در بین مردم این قلعه به اسم قلعه دختر شهرت یافته و مصطلح شده‌است. این قلعه در درجه اول معبدی برای پرستش آناهیتا بوده و چهل دختر باکره همواره مأمور بوده‌اند از چشمه‌ای که در پایین کوه و در نزدیکی آن در کنار آسیاب گزافشو (gazafʃu) واقع می‌باشد، کوزه‌های خود را پرآب کرده و به بالای معبد منتقل و در استخری که بدین منظور از سنگ ساخته بودند تخلیه می‌کردند. علت این که تعداد دختران چهل نفر انتخاب می‌شدند این بود که عدد چهل سمبل آغازین تکامل، مظهر کمال، جلوه پختگی، اعلام پشت سر گذاشتن مرحله خامی و نادانی و نخستین مرحله هوشیاری می‌باشد. همچنین عناوین ترکیبی با عدد چهل بر بعضی پدیده‌های طبیعی از جمله کوه‌ها و هم بر مکان‌های دینی اطلاق شده‌اند (قرشی، ص ۲۰۵ تا ۲۲۸). این دختران برای خدمت در معبد گماره شده بودند. قلعه‌هایی با نام قلعه دختر در جاهای دیگر ایران همچون قلعه دختر فارس، قیز (دختر در آذری) قلعه ساوه، قلعه دختر کرمان (قلعه کهنه)، قلعه دختر فیروزآباد، قلعه دختر میانه، قلعه دختر قزوین و… هم وجود دارند. ویژگی تمامی این قلعه‌ها بنای آن‌ها در بلندای کوه‌های صعب العبور و خطرناک است. این معابد و پرستشگاه‌ها را به لحاظ حفظ امنیت، دور ماندن از گزند مهاجمان و استفاده از محیط قلعه برای زندگی و پناه بردن در مواقع ضروری در بلندای کوه‌ها می‌ساختند. به تدریج این قلعه‌ها محل استقرار شاهان شده و تغییر ماهیت دادند.

## وجه تسمیه
عده‌ای وجه تسمیه قلعه دختر را به عات انتساب آن به «ناهید» الهه آب و برکت و زیبایی می‌دانند که مورد پرستش و احترام ایرانیان در آیین پیش از اسلام می‌باشد و برخی نیز، وجود قبر شاهزاده خانمی در این قلعه را علت این نام می‌دانند هرچند در چند شهر دیگر ایران نیز قلعه‌هایی به همین نام وجود دارد.